# Programa de citas
Un programa de citas (del inglés dating show o Dating game show) es un subgénero televisivo relacionado con la telerrealidad en el cual se basa en formar parejas entre concursantes. Los vencedores logran una cita. Las variantes, dentro de este esquema, son múltiples.

## Historia
La fórmula tiene su origen en Estados Unidos, y se ha querido encontrar el primer ejemplo en el programa The Dating Game, estrenado por la ABC el 20 de diciembre de 1965. Su mecánica ha sido de las más populares: Una persona soltera, separada por una pantalla de otras tres personas solteras, a las que por tanto, no puede ver, debe formularles preguntas y finalmente decidir a cuál prefiere como su posible pareja. Uno de los hitos más destacados en el género se ha querido encontrar también en Blind Date.

## Versiones internacionales
Hubo varias versiones internacionales: En Brasil se llamó Namoro na TV y fue presentado por Silvio Santos se emitió entre 1976 hasta 1988. En Colombia hubo otra versión llamado Adán y Eva producido por Caracol Televisión para Cadena Uno y Dos en 1987 y fue presentado por Jota Mario Valencia. En México se llamó Las andanzas de Cupido fue emitido por Telesistema Mexicano/Televisa.

### España
La fórmula no tuvo cabida en la televisión de España hasta la llegadas de los canales privados de televisión, siendo el primer programa de este género Contacto con tacto, que se emitió por Telecinco en 1992.
Desde entonces, y con alguna excepción, han sido las emisoras privadas Antena 3 y Telecinco, y más recientemente Cuatro, las que en el mercado español han copado esta fórmula, casi en la totalidad de las ocasiones adaptando formatos estadounidenses o de otros países europeos. Algunos ejemplos incluyen:
- Telecinco
  - Vivan los novios (1991 - 1994), con Andoni Ferreño.
  - Contacto con tacto (1992 - 1994), con Bertín Osborne. Adaptación de Studs (Estados Unidos).
  - Me gustas tú (2005), con Teté Delgado. Adaptación de Mi piaci tu (Italia).
  - La hora de los corazones solitarios (2004), con Óscar Martínez.
  - Mujeres y hombres y viceversa (2008-2018), con Emma García. Adaptación de Uomini e donne (Italia).
  - I love Escasi (2010), con Álvaro Muñoz Escassi.
  - All you need is love... o no (2017), con Risto Mejide.
  - Me quedo contigo (2019), con Jesus Vázquez. Adaptación de Taken Out (Australia).

- Antena 3
  - Dobles parejas (1996), con Santiago Segura.
  - Confianza ciega (2002), con Francine Gálvez. Adaptación de Temptation Island (Estados Unidos).
  - X ti (2003), con Paula Vázquez.
  - Estoy por ti (2005), con Anabel Alonso.
  - Casados a primera vista (2015 - ), con Arantxa Coca, Marian Frías y José Carlos Fuertes.
  - El amor está en el aire (2016), con Juan y Medio y Ares Teixidó.

- Cuatro
  - Amor en la red (2006), con Aitor Trigos.
  - Granjero busca esposa (2008- ), con Luján Argüelles y Carlos Lozano.
  - ¿Quién quiere casarse con mi hijo? (2012- ), con Luján Argüelles.
  - ¿Quién quiere casarse con mi madre? (2013), con Luján Argüelles.
  - ''Un príncipe para Corina (2013-2014), con Luján Argüelles.
  - Adán y Eva (2014-2015), con Mónica Martínez.
  - First Dates  (2016 - ), con Carlos Sobera.
  - Tú, yo y mi avatar (2017), con Luján Argüelles.
  - Singles XD (2017), con Nuria Roca.
  - Mujeres y hombres y viceversa (2018-), con Toñi Moreno.
  - Donde menos te lo esperas (2019), con Santi Millán.
  - First Dates: Crucero (2020 -), con Carlos Sobera y Jesús Vázquez.

- Otras cadenas
  - Telemadrid: Amor a primera vista (1992), con María Barranco y Luis Fernando Alvés.
  - Televisión española: El flechazo (1997), con Anabel Alonso.
  - La Sexta: Díselo al oído (2006), con Eva González.